# Comune di Tommerup
Il comune di Tommerup, fino al 1º gennaio 2007 è stato un comune danese situato nella contea di Fionia, il comune aveva una popolazione di 7 865 abitanti (2005) e una superficie di 74 km². Capoluogo era la cittadina omonima.
Dal 1º gennaio 2007, con l'entrata in vigore della riforma amministrativa, il comune è stato soppresso e accorpato, insieme ai comuni di Aarup, Glamsbjerg, Haarby e Vissenbjerg per costituire il riformato comune di Assens.